# コンパチカイザー
コンパチカイザーはテレビゲーム『ザ・グレイトバトルIV』および『スーパーロボット大戦シリーズ』に登場するバンプレストオリジナルのスーパーロボットである。
本項目ではその関係者についても記述する。

## 関係者
コウタ・アズマ（吾妻 吼太）
声：寺島拓篤
『スーパーロボット大戦OG ORIGINAL GENERATIONS』（以下『OGs』）から登場の高校生。喧嘩っ早く祭好きで浪費家という典型的な江戸っ子気質だが、妹思いの少年。戦士ロアと出会うことによりファイター・ロアに変身できるようになり、コンパチブルカイザーに乗って戦う。晴海のバルトール事件開始の混乱に乗じてショウコを拉致したフォルカを独自に追っていたが、かつて妹を護れなかったラウルに助言を受け、共に戦うことを決意した。中盤でフォルカがクロガネに乗り込んだ時にはさすがに怒りを露わにしていたが、マサキの説得で矛先を収め、それ以後は態度が徐々に軟化。最終的にはフォルカから「友」と呼ばれるまでになる。デュミナス側との戦いで窮地に陥った際に自分たちを助けたアクセルとアルフィミィは後述のエンドレス・フロンティアの一件もあり「アクセルさん」と呼び慕っている。江戸っ子の性なのか、ゼンガーをごく自然に「親分」と呼んでいた。
『無限のフロンティアEXCEED スーパーロボット大戦OGサーガ』にもゲスト出演。事故によりアクセルとアルフィミィと共にエンドレス・フロンティアに転移する（当初は2人と別の位置に転移しており、後に合流）。悩み続けるアレディにフォルカを重ね、励ましていた。『スーパーロボット大戦OG -ジ・インスペクター-』にもショウコやアズマ博士らと共にゲスト出演している。
ファイター・ロア
声：寺島拓篤
初出は『ザ・グレイトバトルII ラストファイターツイン』。コウタが戦士ロアの心と力を宿したロア・アーマーを装着することで変身した状態。生身の戦闘能力も高い。『第2次スーパーロボット大戦OG』（以下『第2次OG』）では「バトルレーサー」という名前のエアボードも用いるようになり、これに乗ったまま炎をまとって体当たりする技「ファイヤー・レーサー」を持つ。
専用BGMは、単独戦闘時は『BURN NOW!』、コンパチカイザー搭乗時は『吼えろ!コンパチカイザー』。なお、前者は『ザ・グレイトバトルIV』でのロアのテーマ曲、後者は『ザ・グレイトバトルIV』でのコンパチカイザーのテーマ曲のアレンジ。

戦士ロア
声：高木渉
初出は『SDザ・グレイトバトル 新たなる挑戦』。
ダークブレインとの永きに渡る戦いの末にエミィと肉体を失い、大破したコンパチカイザーと共に次元の壁を越えキサブローと出会い、彼に「コンパチブルカイザー」として生まれ変わったコンパチカイザーとロア・アーマーを託した。
彼の力によりコウタはファイター・ロアに変身できるようになる。コウタがファイター・ロアに変身しているときは、彼にアドバイスを与えるなどの行動を見せている。なお、中断メッセージにて『OGs』の世界に来る前はドッジボールやサッカー、エアボードをやっていたと語る。コウタがエンドレス・フロンティアに転移してからはその声が聞こえなくなっており、安否は不明となっていた。『第2次OG』でコウタと共に帰還し、海上でヒリュウ改を襲撃したイグニスを撃破後に鋼龍戦隊に合流。
ショウコ・アズマ（吾妻 笑子）
声：今野宏美
『OGs』から登場。コウタの妹。15歳。上に超がつくほどの倹約家で、浪費家で喧嘩っ早いコウタをいつも心配している。晴海のバルトール事件開始の混乱の最中にフォルカに拉致されてしまう。その後、デュミナスとの取引に使われることが決まるが、それを知ったフォルカの手で地球に戻すために連れ出される。しかし、アルコによって連れ戻され、デュミナス一派に引き渡される。精神操作を受け、Gサンダーゲートを駆って幾度となくコウタ達の前に立ちふさがったが、アルティスがテスラ研を襲撃した際のコウタとの邂逅で操作が解け、機体ともども合流。カイザーのサブパイロットとして戦い抜いた。コウタがロアに変身できるようになった影響で、ショウコもエミィ・アーマーを装着できるようになった。
ショウコという名前ではあるが、『OGs』の発売と同時期にスパロボイメージガールを務めた中川翔子とは無関係とのこと。
乗機はGサンダーゲート、Gコンパチブルカイザー。設定されている専用BGMは『BURN NOW!』。
エミィ
初出はFCソフト『SDヒーロー総決戦 倒せ!悪の軍団』。バンプレストオリジナルキャラクターでは、最古参であるグレート雷門に次ぐ古参キャラクター。ロアの妹。
ロアの宿敵、ダークブレインに洗脳され、ダークエミィとしてロアと敵対したこともある。
『スーパーロボット大戦OG外伝』（以下『OG外伝』）においては、過去の戦いでエミィ・アーマーとGサンダーゲートを残し彼女自身は消滅しているとされるが、コウタやショウコはその生存を信じていることを端々で述べているほか、コンパチブルカイザーとGサンダーゲートの共振の際、ロアが彼女の名を呼ぶこともある。
キサブロー・アズマ
声：チョー
初出は『ザ・グレイトバトルIV』の「キサブロー博士」。コウタの祖父で発明家。68歳。優れた科学者であり、民間研究所「アズマ研究所」を運営する複数の特許をもつ資産家であると同時に、町内会の会長でもある。ディバイン・クルセイダーズの前身であるEOTI機関の出身でありビアンとは旧友で（コンパチカイザー修復の際も彼の開発したダイナミック・ゼネラル・ガーディアンのデータを使用した）、その前にはテスラ・ライヒ研究所に所属しており現所長であるカザハラとは彼の息子イルムガルドと共に長年家族ぐるみの付き合いである。劇中より30年前に大破しながら転移してきたコンパチカイザーと戦士ロアと出会ってダークブレインら異次元からの脅威を知って、EOTI機関を脱退してアズマ究所（GFベース）を立ち上げて特許で得た資産のほとんどをつぎ込み、傷ついたコンパチカイザーをコンパチブルカイザーへと改修する。現在は落ち着いているが、Gバンカランの話によると昔は番長であったらしく、フィオナからはそれを知った際「（喧嘩っ早いコウタとの）血は争えない」と納得していた。
ミチル・ハナテン（放出 満留）
声：園部好德
初出は『第2次OG』。ただし、それ以前に『無限のフロンティアEXCEED スーパーロボット大戦OGサーガ』の初回特典ドラマCDにて彼の舎弟が登場し「ミチルさん」と口にしている。昔ながらのリーゼントにバンカラスタイルが特徴の、関西からやってきた萬南無高校（ばんなむこうこう）3年生。2回留年しているため、高校生ながら20歳に達している。関西弁で話すが、10歳の頃に東京から関西へ引っ越したという経歴のため、純粋な関西弁ではなくそれを真似したような喋り方をする。番長として全国制覇するために上京し、コウタに勝負を挑もうとしたが、ちょうどその時期にコウタはエンドレス・フロンティアに転移していて不在だった。それを知らずにアズマ家の軒下で雨の日も風の日もずっとコウタを待ち続けていたが、その様子を不憫に思ったショウコに居候することをすすめられ、キサブローの手伝いをしながらアズマ家に世話になっていた。
後に東京が量産型ジンライの襲撃を受けた際、コウタとショウコがGコンパチブルカイザーに乗る戦士ということを知らされ、自身もキサブローから戦闘ロボット「Gバンカラン」を任された。以後はコウタらと共に鋼龍戦隊に合流し、一目惚れしたショウコのために戦うことを決意する。また、この同時にショウコからの忠告を受けてコウタへの喧嘩を取り止めている。
血の気は多く喧嘩っ早いが、義や情に篤くて卑劣を嫌う昔気質な性格。その風体や戦闘スタイルとは対照的に、言葉巧みにゼオラを動揺させようとするシエンヌ達を「悪党に尻尾降る飼い犬」と罵り、激情させることで勢いを挫かせるなど、口達者な一面も覗かせる。ラッセル曰く、「カチーナ中尉と同じで、相手を怒らせるのが上手い」。そのカチーナとは初対面時に喧嘩となった上に惨敗したが意気投合し、彼女を姉貴分として慕っている。
専用BGMは「頑鉄番長Gバンカランの歌」。このBGMを歌っているのは葉山宏治で、バラン・ドバン、ランド・トラビスに続く歌付きBGMとなった。

## 採用技術
オーバー・ゲート・エンジン（OGエンジン）
OGs……コンパチブルカイザーの動力源。コンパチカイザーがコンパチブルカイザーに修理改造された際に一緒に修復されているが、未だ完全ではないらしい。エミィのGサンダーゲートにも搭載されている。異次元へのゲートを開く機能があり、エクサランスの時流エンジンと共鳴したこともある。不完全な状態ではあるが、カイザーは一定の距離ならロア、もしくはコウタの呼びかけに応じて空間を跳びこえられる。

## コンパチカイザー
ザ・グレイトバトルIV……特殊部隊「バトルフォース」が誇る巨大ロボット。4機のカイザーマシーンが合体することで完成する。キサブロー博士が開発した機体だが、開発者すら知らない自己再生能力を有しているなど謎の多い機体。最終的には自我まで芽生え、ヒーロー達を脱出させた後、ニューコンパチネイションへ向けて発射された巨大ミサイルと心中した。なお、作中では登場しないが、専用の剣もある。
OGs……戦士ロアの搭乗するスーパーロボット。ダークブレインとの死闘の末、転移で逃げようとした所にGサンダーゲートとともに特攻。大破状態で転移し、OG世界に漂着。発見したキサブロー・アズマにより、浅草の花やしきの地下にて極秘裏に修理改造を受けていた。

### コンパチブルカイザー
OGs……元々は闇黒の想念集積体ダークブレインとの戦いで戦士ロアが使用していた機動兵器。超次元間孔に逃亡を図ったダークブレインに捨て身の攻撃を仕掛けた際に、超次元間孔を突き抜けこちら側の世界のとある企業の実験場に落着、大破した。その際偶然に居合わせたキサブロー・アズマ博士は、ロアから異次元の脅威について知らされ、本機とロア・アーマーを託された。ロボット工学の権威であるキサブローは企業の協力と自身の莫大なパテント収入を用いて20年がかりで本機を改修、それを運用する専用の基地施設であるBFベースを建造した。大破したコンパチカイザーは四肢がほとんど欠損している状態であったため、ダイナミック・ゼネラル・ガーディアンに採用されているABMDシステム様の人工骨格筋肉駆動装置を用いて新造されている。DMLシステムの様に搭乗者の動きをトレースする「人機一体」を実現している操縦系は比較的ダメージが少なく、ほぼそのまま流用されている。そのため操縦にはロア・アーマーの着用が必須となっている。
両眼には複合センサー・システムであるOGセンサーがあり、カメラアイや能動・受動工学センサーを備えるほか、敵機の内部構造を分析することができるカイザー・スキャナーが搭載されている。また、特定の負の念（邪念）や超次元間孔の発生を感知することもできる。主機には、希薄関連性近接亜空間に存在するエネルギー粒子を用いて駆動するオーバーゲート・エンジンを備える。これは限定的に超次元間孔を開いており、エクサランスの時流エンジンとも共鳴し、本来は次元転移をも可能としていたと推測されている。条件が揃えば、距離は稼げないものの通常空間跳躍も可能としているが、動力伝達系が損傷していたため既存技術で修復している現状では本来の力は発揮されていない。そのため、OGエンジンが不調に陥った場合に備えて補機としてプラズマ・リアクターを搭載している。
普段は浅草地区にあるフラワーハウスの地下BFベースに隠されているが、ロアの呼びかけによって異空間とのゲートが開き、離れた場所からでもコンパチカイザーを呼ぶことができる。未解析部分や改善の余地は残されているものの、地球製の特機と比べても遜色のない機動兵器であり、修羅の乱を戦い抜いた。
“コンパチブルカイザー”が正式名称だが、コウタが「言いにくい」との理由で原型機の名称であるコンパチカイザーと呼んでいる（ロアに2文字しか省略していないと突っ込まれた）。初発進の際にキサブローに“バトルフォースロボ”とも呼ばれていた（これはザ・グレイトバトルIVでのコンパチカイザーの別名）。また、リルカーラには“パチンコカイザー”、フォルカやフェルナンドには“異世界の赤き機神”と呼ばれている。
なお、本機と後述のGサンダーゲートはOGシリーズでは初となる、民間の研究機関が所有して民間人のパイロットが操縦するスーパーロボットである。
無限……シュラーフェン・セレストに胸部の「BF」エンブレムが転がっている。
ジ・インスペクター……修復途中のコンパチブルカイザーが最終話にアズマ博士と共に登場している。
スパロボ学園……スパロボバトルのデータとしてコウタ共々登場している。
武装
オーバー・ビーム
額のクリスタルから撃ち出すビーム。
スパイラルナックル
肘から先をブースターを用い旋転させ射出する質量兵器。ATSが搭載されているが搭乗者によるコントロールも可能としている。もともとのコンパチカイザーには搭載されていなかった武器。
カイザー・ブーメラン
両肩上部と両脚部の装甲の連結器を合体させてブーメランを形成し、投げつける。
カイザー・バースト
胸部の紋章から撃ち出すエネルギー砲。通常時はプラズマ・リアクターを用いているがOGエンジンによる連動発射も可能である。撃ち出されるビームの先端は「BF」の文字を象っている。もともとのコンパチカイザーにも搭載されていた武器。

必殺技
カイザー・トルネード
スパイラルナックルを両手とも撃ち出し、カイザー・バーストで追撃。その後、突進して腕を装着、膝蹴りで打ち上げたのち高速回転させたパンチ(『ザ・グレイトバトルIV』での「カイザー・トルネード」はこのパンチ)で相手を貫く。最後の攻撃に入るコンパチブルカイザーのカットインは『OGs』と『OG外伝』では異なっている。

## Gサンダーゲート
OG外伝……ロアの妹のエミィが搭乗していた戦闘機。ロアと共にダークブレインと戦い、破壊されたと思われていたが、実はダークブレインに回収され修理されていた。その際に洗脳されロアを敵と見なすようになる。その後、ロアを殺すためデュミナスの元に送られエミィ・アーマーと適合したショウコが乗るようになる。何度もコンパチブルカイザーを襲撃するが、戦闘の度に洗脳が少しずつ解けていき、コウタの説得により洗脳が完璧に解かれた。その際に、機体の色が紫から元の赤に変わった。なお、「サンダーゲート」を和訳し、「G」をグレートと読むとバンプレストオリジナルキャラクターの名前グレート雷門になる。設定画では、機体下部に着陸用の鳥の足を模した脚部が収納されている。
武装
Gミサイル
誘導ミサイルを撃ち出すMAP兵器。ただし、パイロットの思考パターンの問題で『OG外伝』では見られず、『第2次OG』で見ることができる。
サンダースマッシャー
機体横にある2門の砲塔から撃ち出すビーム砲。

必殺技
ゲートブレイカー
機体全体をブレイクフィールド（らしき物）で覆い、最大戦速で突撃する。

## Gコンパチブルカイザー
OG外伝……コンパチブルカイザーとGサンダーゲートが合体した姿。コンパチブルカイザーの背部にGサンダーゲートが装着され、さらに頭部にはヘルメット、鼻から口元はマスクに覆われる。本当の状態に戻ったため、今まで使えなかった剣（オーバー・カイザー・ソード）が使えるようになった。キサブロー博士が修理したコンパチブルカイザーとダークブレインが修理したGサンダーゲートでは二つの技術が違うため、本来の実力が発揮できない。しかし、それでもコンパチブルカイザーの時よりも数倍の力がある。コウタは合体以降、一貫して「Gコンパチカイザー」と呼ぶ。頭部のデザインは元祖「コンパチカイザー」を踏襲した形。
武装
オーバー・ビーム、カイザー・ブーメラン、カイザー・バースト
コンパチブルカイザーのものと基本的に同じ。
ダブル・スパイラルナックル
両手を組み、そのまま回転させて打ち出す。
ファイヤー・ドラゴン
ロア・アーマーを着たコウタが使っていたものと同じ。ただし、威力は大きく上がっている。
ショルダーキャノン
バックパックから展開される砲塔からビームを撃ち出す。元はGサンダーゲートのサンダースマッシャー。

必殺技
オーバー・カイザー・ソード
カイザースキャナーで敵の弱点を見定めた後、背部から射出された柄を持ち、OGエンジンのエネルギーで刀身を形成。バックパックとなったGサンダーゲートの出力を全開にして突っ込み、力任せに一刀両断する。コンパチカイザー系の戦闘デモでは唯一ショウコのカットインが入る。
なお、台詞の中には剣を振り下ろす際にコウタが「カイザークラッシュ」と叫ぶものもある。

## Gバンカラン
第2次OG……キサブローがロアと出会う前に製造したロボットをコンパチブルカイザーのサポート用に改修した機体で補給機能を有する。当初の名称は「バンカラン」であったが、搭乗したミチルにより「頑鉄番長Gバンカラン」と名付けられた。ミチルが手伝ったロボット用のモーション・プログラムが搭載されており、素人でも操縦可能なほど簡単な操縦システムになっている。一昔前の番長のような風貌であり（モチーフは若かりし頃のキサブロー自身とのこと）、Gビーム以外は徒手空拳での格闘をメインとしている。キサブローがコンパチブルカイザー開発に用いたノウハウを使ったことで、重量級の機体でありながらも高速走行や大ジャンプといった激しい動作を推進装置などの補助無しで行え、パワーと堅牢さ（装甲値も自軍ユニット随一）を活かした戦闘能力はサポートメカの域を遥かに超えた水準に達する。
武装
Gビーム（ガン・ビーム）
両目からガンを飛ばすように撃つビーム砲（この時ミチルの眼が光るカットインが入る）。
必殺技
各必殺技には相手に回避された時のパターンも用意されている。
バン・パンチ
敵機を蹴りつけた後、片手で掴み上げてパンチの連打を浴びせる。
カラン・キック
跳び蹴りから連続で踏みつけ、さらに上空へ蹴り上げ、背後から急降下蹴りを繰り出す。
8710式龍虎射連打（ハナテンりゅうこしゃれんだ）
敵機を掴んでからGビームを放って空に打ち上げ、落下したところを「御意見無用」と書かれたザック（補給物資の入った袋）で何度も打ちのめし、最後は回し蹴りで吹き飛ばす。フル改造ボーナスで攻撃力がさらに上昇し、地形適応も向上するため最終的な威力はGコンパチブルカイザーにも匹敵する。

その他
元は雑誌『ファミ通』の『OGs』の攻略記事に登場した超絶攻略ロボ「エターナルバンチョー」で、デザインも同じものが使用されている。また、本機が初登場するステージでは『OGs』の武神装攻ダイゼンガーに近い演出が使われた。

## XN-L
声：渡辺美佐
OGMD……「ザンエル」と読む。かつてロアやエミィらバトルフォースが母艦として運用していた「化神艦グランドレッド・フェノッサ」の中核が覚醒し、暴走した姿。
中核になっている「神体」には、かつてロアたちの種族に知恵と力を授けた神の魂が宿っているといわれていたが、その正体はラ・ギアスに教化を行ったカドゥム・ハーカームの一人であった（この名は個体の名称ではなく、種族の名）。
かつての激闘でグランドレッド・フェノッサがダークブレイン軍団によってガディソード母星の跡にあるクロスゲートに落とされた後、ダークブレインの源泉となる負の念を消し去るべく、それを生み出す知的生命体を駆逐するために動き出した。XN-L自身はグランドレッド・フェノッサの頭部に、自らの魂を宿す人間大の「機神体」を変形・合体させて制御している。なお、このXN-Lを名乗るカドゥム・ハーカームはグランティード・ドラコデウスの中核である「創世神フューレイム」とも同種の巨人であるが、知的生命体に力を貸すことを選んだフューレイムを愚かと断じ、敵視している。
初出はSFCソフト『ザ・グレイトバトルII ラストファイターツイン』に登場した「ザンエル」（そもそもの意味はXN-Lであった）、機神体はその姿をリファインしている。本来の姿である化神艦グランドレッド・フェノッサの初出は、『グランドレッド』でロアが艦長を務める「化神艦フェノッサ」。
武装
グレイト・ボンバードメント
全兵装による全方位攻撃型MAP兵器。
バトルシップ・アーム
艦体正面の人型部分の両腕を差し上げ、主砲を発射する。
ラスト・ファイヤー・ツイン
人型部分の両肩にあるエネルギーキャノンから、無数に枝分かれするビームを発射する。
フェノッサ・ゲーペリオート
XN-Lの機神体が飛び出し、フェノッサの両腕を分離して援護砲撃させながら突撃、光の剣で相手を滅多切りにして攻撃する。続けて相手をクロスゲート型の魔法陣に拘束、フェノッサ胸部のエネルギーキャノンで魔法陣を通過するごとに出力を増幅させ、相手を粉砕する。